# Episodi di S.W.A.T. (serie televisiva 2017) (quarta stagione)
La quarta stagione della serie televisiva  S.W.A.T. , composta da 18 episodi, è stata trasmessa in prima visione in assoluto negli Stati Uniti d'America sul canale CBS dall’11 novembre 2020 al 26 maggio 2021.
In Italia la stagione è stata trasmessa in prima visione assoluta su Rai 2 dal 23 ottobre 2021 al 1º gennaio 2022.
| nº | Titolo originale      | Titolo italiano      | Prima TV USA     | Prima TV Italia  |
| -- | --------------------- | -------------------- | ---------------- | ---------------- |
| 1  | 3 Seventeen Year Olds | Ferite aperte        | 11 novembre 2020 | 23 ottobre 2021  |
| 2  | Stakeout              | L'appostamento       | 11 novembre 2020 | 23 ottobre 2021  |
| 3  | The Black Hand Man    | Due fratelli         | 18 novembre 2020 | 30 ottobre 2021  |
| 4  | Memento Mori          | Memento Mori         | 25 novembre 2020 | 30 ottobre 2021  |
| 5  | Fracture              | Distanze             | 9 dicembre 2020  | 6 novembre 2021  |
| 6  | Hopeless Sinner       | Proteggere e servire | 16 dicembre 2020 | 6 novembre 2021  |
| 7  | Under Fire            | Sotto la cenere      | 13 gennaio 2021  | 13 novembre 2021 |
| 8  | Crusade               | La crociata          | 27 gennaio 2021  | 13 novembre 2021 |
| 9  | Next of Kin           | Pedine               | 17 febbraio 2021 | 27 novembre 2021 |
| 10 | Buried                | Sottoterra           | 3 marzo 2021     | 27 novembre 2021 |
| 11 | Positive Thinking     | Pensiero positivo    | 10 marzo 2021    | 4 dicembre 2021  |
| 12 | U-Turn                | Cambio di rotta      | 24 marzo 2021    | 4 dicembre 2021  |
| 13 | Sins of the Fathers   | Le colpe dei padri   | 7 aprile 2021    | 11 dicembre 2021 |
| 14 | Reckoning             | La via dell'odio     | 21 aprile 2021   | 11 dicembre 2021 |
| 15 | Local Heroes          | Nella giungla        | 5 maggio 2021    | 18 dicembre 2021 |
| 16 | Lockdown              | In trappola          | 12 maggio 2021   | 18 dicembre 2021 |
| 17 | Whistleblower         | Circolo vizioso      | 19 maggio 2021   | 1º gennaio 2022  |
| 18 | Veritas Vincint       | Veritas vincit       | 26 maggio 2021   | 1º gennaio 2022  |

## Ferite aperte
- Titolo originale: 3 Seventeen Year Olds
- Diretto da: Billy Gierhart
- Scritto da: Aaron Rahsaan Thomas

### Trama
Mentre il virus Covid-19 comincia a prendere piede a Los Angeles, la squadra SWAT continua la ricerca del resto dei membri del cartello della droga di "El Diablo" sparsi per la città (dal finale precedente) e insegue un gruppo jihadista che fa esplodere bombe in attacchi coordinati. Luca si trova in Germania per un corso di addestramento alla leadership in collaborazione con altri Paesi. Hondo, suo padre Daniel e Darryl devono affrontare la questione della tensione razziale tra le forze dell'ordine e la comunità nera, e mettere a confronto la storia, attraverso i flashback della città nel 1992 in seguito al verdetto di Rodney King. Nella scena finale dell'episodio, i tre si uniscono ai manifestanti del movimento "Black Lives Matter" in una marcia pacifica per le strade, inginocchiandosi poi davanti ad un murales su cui sono ritratti i volti degli afroamericani uccisi dalla Polizia (tra cui Breonna Taylor e George Floyd), con le date di nascita e di morte.
- Nota. Questo episodio è ambientato a marzo 2020, appena prima del lockdown e dell'emissione delle misure di confinamento in casa a causa del dilagare della pandemia.
- Guest star: Bre Blair (Annie Kay), Obba Babatundé (Daniel Harrelson, Sr.), Deshae Frost (Darryl), Rochelle Aytes (Nichelle), Susan Chuang (Chan Fei), Chris L. McKenna (agente DEA Simons), David Gautreaux (Edward Yannick), Donald Dash (Hondo da giovane), Rico E. Anderson (Daniel Sr. da giovane), Dahlia Salem (agente Bashir), Kurt Caceras (Lego), Deja Soufka (Salim), Lynette Dupree (Ms. Hattie), Kalea McNeill (Abena), Demetrius Hodges (Stokely).
- Ascolti USA: telespettatori 2 750 000[1]
- Ascolti Italia: telespettatori 918.000 – share 4,20%[2]

## L'appostamento
- Titolo originale: Stakeout
- Diretto da: Billy Gierhart
- Scritto da: Kent Rotherham

### Trama
La SWAT funge da unità di sorveglianza locale per la CIA con l'obiettivo di confermare se un signore del crimine ceceno sia ricomparso a Los Angeles dopo essere stato "fuori dai radar" per anni. Intanto, il Covid-19 ha stravolto le vite personali e professionali dei membri della squadra (oltre che degli abitanti della città), e tutti tentano di adattarsi ai nuovi protocolli: l'organico della Divisione è ridotto per la quarantena, Luca è bloccato in Germania per lo stop ai voli, Deacon vede la famiglia soltanto in videochiamata poiché, per non rischiare di contagiare Annie (il cui sistema immunitario è indebolito da dopo l'operazione al cervello nella prima stagione), ha deciso di stare da solo in uno degli alloggi messi a disposizione dalla Polizia, Street e Molly stanno trascorrendo il lockdown insieme a casa di lei (Street spiegherà a Chris che hanno semplicemente anticipato quello che sarebbe stato "il passo successivo" nella loro relazione, la convivenza); Hondo dà una mano al centro sociale di Nichelle (all'interno del quale i lavori di ristrutturazione procedono bene): è proprio qui che la rincontra, per la prima volta dalla loro rottura, rientrata dal suo "giro" per gli enti no-profit del Paese. Lei lo ringrazia per l'aiuto che ha dato in sua assenza, lui le propone di vedersi più tardi per parlare, ma lei gli dice che sta frequentando un altro uomo. Chan Fei, la madre di Tan, è vittima di discriminazione razziale e di un'aggressione a causa delle origini asiatiche da parte di un uomo che però lei non vuole denunciare; visionando il video di una telecamera che ha ripreso l'accaduto, Tan lo individua e si reca a parlargli, scoprendo che l'uomo è affetto da una malattia mentale, non è in grado di distinguere tra "giusto" e "sbagliato", e che è stata la sorella a "influenzarlo" riferendogli informazioni false. Alla fine dell'episodio, Hondo riesce a chiarire con Nichelle e a scusarsi per il proprio comportamento dell'ultima volta in cui si sono visti.
- Guest star: Bre Blair (Annie Kay), Obba Babatundé (Daniel Harrelson, Sr.), Deshae Frost (Darryl), Rochelle Aytes (Nichelle), Susan Chuang (Chan Fei), Chris L. McKenna (agente DEA Simons), David Gautreaux (Edward Yannick), Brian Venskus (agente Prebble), Alex Feldman (The Mailman), Michael Klesic (Timur), Vladimir Kulich (Radek), Makai Dudeck (Mischa), Stacey Hinnen (Oliver), Jenny Steadman (Linda), Michelle N. Carter (agente Schmidt).
- Ascolti USA: telespettatori 2 560 000[1]
- Ascolti Italia: telespettatori 967 000 – share 4,50%[2]

## Due fratelli
- Titolo originale: The Black Hand Man
- Diretto da: Doug Aarniokoski
- Scritto da: Aaron Rahsaan Thomas e Matthew T. Brown

### Trama
La SWAT indaga per trovare un informatore dell'FBI in fuga dalla famiglia criminale mafiosa contro cui deve testimoniare. Nel frattempo, la dinamica tra Chris, Street e Tan diventa tesa quando viene rivelato che sono tutti e tre in competizione per una posizione di rilievo in una conferenza sulla leadership (TLI = Training Leadership Institute), e a Hondo viene chiesto di parlare all'udienza per la libertà vigilata di Leroy, portandolo a dover pensare alla decisione giusta da prendere per lui e Darryl. Alla fine decide di non farlo perché non può affermare con sicurezza che Leroy smetterà di essere coinvolto in attività criminali una volta uscito dal carcere.
- Guest star: Deshae Frost (Darryl), Lou Ferrigno, Jr. (Rocker), Michael Beach (Leroy), Adam Aalderks (Durham), Lyndie Greenwood (Erika), Gareth Williams (Woods), Tacey Adams (Georgia), Abigail Marlowe (Gina), Jully Lee (Lulu), Alexandria Bedria (Rocco), Hunter Sansone (Tony), Al Sapienza (Venuti), Gilbert Glenn Brown (William).
- Ascolti USA: telespettatori 2 250 000[3]
- Ascolti Italia: telespettatori 1 086 000 – share 5,00%[4]

## Memento Mori
- Titolo originale: Memento Mori
- Diretto da: Doug Aarniokoski
- Scritto da: VJ Boyd

### Trama
La SWAT indaga per trovare la persona che minaccia di attaccare il corteo funebre di Rhodium, una cantante pop che si è espressa, in alcune sue canzoni, sulla brutalità della polizia. Deacon ha uno screzio con la madre di Rhodium perché le loro opinioni divergenti portano la donna a chiedersi se la sua presenza sia adeguata per questo incarico. Nel frattempo, Leroy viene rilasciato dalla prigione e Hondo lotta per impedire a Darryl di ricadere nelle vecchie abitudini senza separarlo da suo padre. Chris è ancora irritata per il fatto che Tan e Street si siano iscritti alla formazione TLI senza informarla e sapendo quanto lei ci tenga, ma alla fine dell'episodio Street le comunica di essersi ritirato, mentre Tan supera il concorso.
- Guest star: Obba Babatundé (Daniel Harrelson, Sr.), Deshae Frost (Darryl), Michael Beach (Leroy), Michael Graziadei (Mitch), Joyce Guy (Jillian), Abhi Sinha (Sunil), Benny Nieves (Frank), Braden Lynch (Ladder Blue Boy), Mario Ardila, Jr. (Paul), Naira Badalyan (Gabby).
- Ascolti USA: telespettatori 3 390 000[5]
- Ascolti Italia: telespettatori 1 099 000 – share 5,10%[4]

## Distanze
- Titolo originale: Fracture
- Diretto da: Oz Scott
- Scritto da: Munis Rashid

### Trama
La squadra lavora per trovare un attentatore che sta prendendo di mira vittime che non hanno alcun legame apparente tra loro, servendosi di un'app per spedire pacchi bomba. Il caso colpisce Tan nel momento in cui diventa chiaro che l'uomo soffre di schizofrenia, una malattia che era stata diagnosticata a suo padre, che ne ha sofferto tutta la vita (è morto quando Tan aveva 16 anni). Lynch chiede a Hondo, da parte del Sindaco, di essere il volto di una campagna per raggiungere le comunità nere nel tentativo di reclutare nuovi potenziali agenti; lui rifiuta, proponendo però di creare invece spazi di incontro e di dibattito nei quartieri a maggioranza nera per spiegare alle comunità le difficoltà di essere un poliziotto di colore a Los Angeles. Erika Rogers (entrata nella SWAT grazie a Chris e membro della squadra di Rocker) gli offre la sua collaborazione. Deacon sta continuando le sedute con la psicologa della Divisione. Nel frattempo, Chris, Street e Tan competono per il titolo di "Master Gunner" con altri ufficiali SWAT, con Street che batte Chris di meno di due decimi di secondo (malgrado lei si fosse allenata costantemente, persino arrivando in anticipo al mattino, e avesse creduto di essere sicura di vincere). Alla fine dell'episodio, Erika le propone di diventare coinquiline.
- Guest star: Otis "Odie" Gallop (Stevens), Lyndie Greenwood (Erika), Cathy Cahlin Ryan (Wendy), David Rees Snell (detective Burrows), Ben Browder (sergente Davis), Joy Osmanski (agente Carr), Bret Eric Porter (Charlie), Mary Bonner-Baker (Megan), Nicolas Noblitt (Jack), Jessica Pohly (Brenda), Thomas Daniel Smith (Doug), Lee Doud (Glenn), Bradley Steven Perry (Harry), Alfred Adderly (Hugo), Sarah Himmelstein (Izzy), Melissa Diaz (Sophie).
- Ascolti USA: telespettatori 3 880 000[6]
- Ascolti Italia: telespettatori 1 023 000 – share 4,60%[7]

## Proteggere e servire
- Titolo originale: Hopeless Sinner
- Diretto da: Cherie Dvorak
- Scritto da: Alison Cross

### Trama
Nel suo giorno libero, Chris nota una ragazza con la testa rasata che discute con un ragazzo che la strattona, poi arriva una macchina con targa personalizzata che la fa salire a forza e la porta via. Si scopre che l'auto appartiene ad una sorta di setta chiamata "Il Regno dei Benedetti", guidata da un leader religioso che si finge un Vescovo e proclama la parola di Dio ma in realtà è un predatore che opera un "lavaggio del cervello" sui frequentatori della chiesa, in particolare le ragazze: costrette all'abuso economico, a matrimoni forzati, a chiedere l'elemosina, punite se si comportano male e quasi ridotte in schiavitù. Il "Vescovo" aveva fatto addirittura installare dei bancomat all'interno del complesso per "convincere" i membri a fare donazioni anche ingenti. Con l'assistenza del resto della squadra, Chris riesce alla fine a salvare la ragazza. Hondo riceve da Hicks notizie preoccupanti su Darryl: la Narcotici lo ha etichettato come affiliato di una gang perché sta tenendo d'occhio Leroy e li hanno fotografati insieme; allora Hondo affronta il padre del ragazzo, dicendogli che può ancora vedere Darryl tutte le volte che vuole, ma sarebbe meglio non in pubblico, finché la Narcotici continuerà a sorvegliarlo, altrimenti il nome di Darryl finirebbe in un fascicolo della Polizia, "cancellando" tutti i progressi e i traguardi raggiunti in due anni. L'organizzazione del matrimonio di Tan ha un intoppo: l'albergo scelto per il ricevimento non dà più la garanzia di riservare gli spazi, perciò lui e Bonnie hanno deciso di "metterlo in pausa".
- Guest star: Lou Ferrigno Jr. (Rocker), Deshae Frost (Darryl), Michael Beach (Leroy), Sean Patrick Thomas (Bishop Miller), Mika Abdalla (Zoey), Joy Osmanski (agente Carr), Graham Patrick Martin (Dylan), Carlos Acuña (Garza), Hannah Leigh (Jenn), Kevin Sifuentes (Henry), Elena Campbell-Martinez (Juanita), David Bowe (Bolton), Tim Gabriel (Knox), Hannah Bamberg (Carla).
- Ascolti USA: telespettatori 4 060 000[8]
- Ascolti Italia: telespettatori 1 038 000 – share 4,80%[7]

## Sotto la cenere
- Titolo originale: Under Fire
- Diretto da: Jann Turner
- Scritto da: Andrew Dettman

### Trama
La squadra SWAT va a caccia di un cecchino che sta prendendo di mira i vigili del fuoco della stazione 127 del Dipartimento di Los Angeles appiccando incendi in tutta la città per adescarli in trappola e colpirli. Inoltre, la rivalità tra Chris, Street e Tan aumenta quando Tan scopre che c'è un giro di scommesse interne al distretto su chi di loro vincerà la competizione per la leadership SWAT. Dopo un rimprovero di Hondo per una sua azione imprudente nel caso, Tan comunica di aver deciso di ritirarsi dal concorso T.L.I. . La relazione tra Street e Molly è messa a dura prova dal suo complicato rapporto con la madre detenuta: arriva una telefonata dal carcere, risponde Molly e viene informata che Karen si è ammalata, perciò è stata spostata in infermeria; lei prova a spiegare a Street che forse avrebbe bisogno di lui, ma lui le ripete che non ha intenzione di averci di nuovo qualcosa a che fare (dato che l'ultima volta gli è quasi costata la carriera nella SWAT), e discutono. Verso la fine dell'episodio, lei va a casa sua e riescono a chiarirsi, con lui che le chiede di restare almeno per il tempo necessario per raccontarle tutta la storia tra lui e la madre. Hondo e Deacon si recano in ospedale a trovare il vigile del fuoco che era stato ferito, e che Deacon era riuscito a mantenere in vita fino all'arrivo dei paramedici.
- Guest star: Lou Ferrigno, Jr. (Rocker), Laura James (Molly), Otis "Odie" Gallop (Stevens), Lyndie Greenwood (Erika), Roberto Sanchez (capitano Hauser), Kimberly Fox (Bradley), Moe Irvin (Cooper), Colin McCalla (Collins), Tim Griffin (Max), Kevin Christy (Boone), Susan Santiago (Mary).
- Ascolti USA: telespettatori 3 280 000[9]
- Ascolti Italia: telespettatori 934 000 – share 4,20%[10]

## La crociata
- Titolo originale: Crusade
- Diretto da: Billy Gierhart
- Scritto da: Sarah Alderson

### Trama
La SWAT cerca un gruppo estremista di suprematisti bianchi, che si fanno chiamare "Imperial Dukes" (con idee estremamente radicali e simili a quelle naziste, hanno creato una sorta di "manifesto" e hanno l'obiettivo di scatenare una "guerra razziale"), che compiono attacchi coordinati (incendi, rapine, aggressioni, crimini d'odio) contro le imprese locali, gestite da minoranze, di tutta la città. Purtroppo la missione andrà storta e, malgrado riescano infine a catturare quattro membri del gruppo, uno degli agenti pagherà il prezzo più alto. Inoltre, Deacon e sua moglie, Annie, si trovano in disaccordo quando Annie vuole iscrivere la loro figlia maggiore, Lila, a una scuola privata; Chris ed Erika organizzano l'inaugurazione del loro appartamento.
- Guest star: Bre Blair (Annie), Lyndie Greenwood (Erika), Joy Osmanski (agente Carr), Adam Aalderks (Durham), Geoff Meed (Matthews), Isabella Hoffman (Mrs. Evans), Larissa Jewel (Evie), Traci Belushi (Naomi), Michael Miranda (Santos), Patrick Day (Ernie), Guido Cocomello (Doug), Nancy De Mayo (Sloane), Juanita Jennings (Faith), Ptosha Storey (Vanessa), Becca Beton (ragazza tatuata), Payson Lewis (May), Kristina Kepner (EMT).
- Ascolti USA: telespettatori 3 080 000[11]
- Ascolti Italia: telespettatori 1 053 000 – share 4,90%[10]

## Pedine
- Titolo originale: Next of Kin
- Diretto da: Cherie Dvorak
- Scritto da: Michael Gemballa

### Trama
Sono passati tre giorni dalla morte di Erika, e ogni membro della SWAT sta affrontando il dolore a modo proprio: Tan ha preso il posto di Deacon come istruttore di potenziali nuovi ufficiali SWAT, e si allena in palestra fino allo sfinimento; Hicks ha dovuto informare la sorella di Erika del tragico destino di quest'ultima; Annie chiede a Deacon di considerare la possibilità di dimettersi perché se gli accadesse ciò che è accaduto alla loro collega, lei non sarebbe in grado di "andare avanti" (e l'agenzia di sicurezza privata sta avendo successo); Hondo è determinato ad arrestare tutti i restanti "Imperial Dukes"; la relazione tra Street e Molly inizia a incrinarsi: lei vorrebbe che lui si confidasse sul proprio stato d'animo, ma lui le dice di non preoccuparsi, e diventa sempre più distante. La persona che ha subìto maggiormente le ripercussioni dell'evento è Chris (dato che si erano allenate e abitavano insieme): non riesce a rientrare nell'appartamento (in cui si trovano ancora gli oggetti di Erika) perciò è tornata dagli zii, non riesce a dormire, non vuole che altri utilizzino l'armadietto dell'amica, videochiama Luca su FaceTime per sfogarsi, ed è l'unica della squadra a non essere ancora stata autorizzata a tornare in servizio attivo (agli altri sono state assegnate funzioni d'ufficio in attesa di chiarire se la missione avrebbe potuto essere eseguita in modo da evitare perdite umane - e quindi se gli agenti abbiano o meno qualche responsabilità - ). La psicologa della Divisione, dott. Hughes, dice a Chris che non la autorizzerà finché lei non avrà elaborato e affrontato la situazione, anche se Chris ripete di stare bene, mentre i colleghi vengono riammessi. Alla fine dell'episodio, Street va a trovarla per sapere come sta, ammettendo che quando il proiettile ha colpito Erika, lui non si è sentito subito triste, bensì sollevato perché non aveva colpito lei. Aggiunge che era diretto a casa da Molly e invece è andato da Chris, perché sta iniziando a capire che stare con Molly è un "errore", in quanto lui riesce a pensare sempre e solo a lei; Chris però lo manda via. Deacon dichiara alla moglie che non ha intenzione di dimettersi perché anche la SWAT per lui è una "famiglia"; Hondo si reca al centro sociale e si confida con Nichelle riguardo ai suoi timori di non sentirsi un vero leader (poco prima aveva minacciato di licenziarsi), perché i veri leader non perdono uomini o donne sotto il proprio comando, ma lei lo rassicura.
- Guest star: Lou Ferrigno, Jr. (Rocker), Bre Blair (Annie), Rochelle Aytes (Nichelle), Laura James (Molly), Cathy Cahlin Ryan (dottoressa Wendy), Lyndie Greenwood (Erika), Adam Aalderks (Durham), David Gautreaux (Yannick), Kiah Alexandria Clingman (Latasha), Edward Gelhaus (McBride), Kym Jackson (Paige), Michael Nanfria (consigliere Dudley), Jesus Ruiz (commissario Rivera), Joe Daru (Malhorta).
- Ascolti USA: telespettatori 2 990 000[12]
- Ascolti Italia: telespettatori 973 000 – share 4,20%[13]

## Sottoterra
- Titolo originale: Buried
- Diretto da: Paul Bernard
- Scritto da: Robert Wittstadt

### Trama
Mentre la squadra aiuta la polizia di Los Angeles a cercare il principale sospettato della scomparsa di una donna (i sospetti e gli indizi inizialmente puntano verso il marito, ma poi si scopre che il colpevole è un collega di lavoro ossessionato da lei, che la seppellisce viva in un vecchio pozzo nel deserto), un nuovo membro viene assegnato all'Unità 20, la medica tattica d'emergenza Nora Fowler, per intervenire tempestivamente sul campo in caso di necessità e prevenire così esiti tragici. Inizialmente farà fatica a guadagnare la fiducia di Hondo ed è frustrata perché lui la "tiene in disparte", ma quando dovranno salvare la donna in fondo al pozzo lui capirà che lei ha le competenze adeguate. Street si è reso conto di non poter più stare con Molly (essendo innamorato di Chris) e tenta di comunicarglielo, ma lei lo precede affermando di aver capito che lui è diventato distante dal funerale di Erika e che gli darà perciò lo spazio di cui ha bisogno, possono quindi considerarsi "in pausa"; lui la ringrazia per la comprensione. Nel frattempo, Chris sostiene l'ultimo colloquio con Hicks per il TLI, ma finisce per parlare soprattutto di Erika e ritiene di non averlo superato; successivamente anche Street sostiene il proprio. Molly passa a trovare il padre e gli racconta che ultimamente lei e Jim hanno qualche problema: dopo il funerale è cambiato, distante, e parlano a malapena; il padre le suggerisce di chiedere consiglio a Chris (dato che quest'ultima e Street sono compagni di squadra). Lei viene annunciata vincitrice del TLI, quindi andrà in Germania in qualità di "intermediaria estera per la leadership" in rappresentanza del LAPD. Subito dopo, dice a Street che Molly è andata da lei per un consiglio sulla loro relazione, e vuole sapere se lui sta con Molly oppure no perché quest'ultima è una "bravissima persona" e non si merita bugie, e lei stessa non vuole più "essere coinvolta" nell'idea di una potenziale storia d'amore tra loro due poiché non accadrà mai. Rientrato a casa, Street vi trova Molly che gli chiede di bere qualcosa insieme, ma secondo lui è meglio di no; ha comunque qualcosa da dirle, lei capisce che la sta lasciando e gli domanda il motivo, lui risponde che non la ama nel modo in cui lei merita di essere amata, aggiungendo che gli dispiace. Lei non replica e se ne va.
- Guest star: Laura James (Molly), Norma Kuhling (Nora Fowler), Silas Weir Mitchell (Phil Winter), David Rees Snell (detective Burrows), Olabisi Kovabel (Gia), Leslie Kies (Jess Winter), Brandon Claybon (Scott), Rae Olivier (Genna), Michael Masini (Joe Falcone).
- Ascolti USA: telespettatori 3 620 000[14]
- Ascolti Italia: telespettatori 987 000 – share 4,40%[13]

## Pensiero positivo
- Titolo originale: Positive Thinking
- Diretto da: Guy Ferland
- Scritto da: Sarah Alderson e VJ Boyd

### Trama
Mumford e Hicks riesaminano un caso irrisolto da 15 anni con cui Mumford ha un legame personale poiché la loro informatrice diciannovenne dell'epoca, morta di overdose, era la sua figlioccia, e lui aveva promesso ai genitori che le avrebbe reso giustizia. Esso porta alla luce un pericoloso traffico di fentanyl (utilizzato anche per produrre ossicodone da spacciare sulle strade). Inoltre, Hondo è diffidente nei confronti di Leroy quando scopre che sta cercando finanziamenti per avviare un'impresa commerciale (un'autofficina per ex detenuti) con suo figlio Darryl, il quale ha elaborato un "business plan" da sottoporre a Nichelle per avere un parere: inizialmente Hondo si mostra scettico, ma poi studiandolo e parlando con lei si rende conto che è una buona idea, e propone a Darryl di prestargli lui i soldi iniziali, diventando quindi socio di lui e Leroy. Deacon è "pressato" da Annie affinché pensi ad una donazione adeguata per la scuola privata di Laila, ma non gli viene in mente nulla che sia all'altezza di quelle degli altri genitori; alla fine è Mumford a suggerirgli di "creare" una falsa scena del crimine per far credere agli altri donatori di essere dei detective e farli divertire. Chris soffre ancora per la morte di Erika e, malgrado la dott. Hughes l'abbia autorizzata a tornare in servizio e lei stessa sostenga di stare affrontando il dolore, in realtà lo sta facendo nel modo sbagliato: ha cominciato ad abusare di alcol, si fa coinvolgere in risse, l'appartamento è in disordine e ha "avventure" di una notte con uomini appena conosciuti. Tan la esorta a prendersi la giornata libera, ma lei rifiuta; più tardi, lui le dice che dovrebbe smetterla di incolparsi per la morte dell'amica (era stata Chris a proporla come sostituta di Deacon quel giorno) e che dovrebbe trovare un modo più "sano" per "incanalare" il dolore (come è stato per lui il surf quando è morto suo padre), ad esempio la boxe, offrendosi come suo "sparring partner". Alla fine dell'episodio, a casa, lei butta via le bottiglie di alcol, anche se poi non resiste alla tentazione e beve un altro bicchiere.
- Guest star: Peter Onorati (Mumford), Michael Beach (Leroy), Deshae Frost (Darryl), Rochelle Aytes (Nichelle), Eddie Alfano (Adrian), Phi Vu (Ernest), Christopher Wolfe (Trey), Davy J. Marr (Theo), Lily Knight (Mary Beth).
- Ascolti USA: telespettatori 2 840 000[15]
- Ascolti Italia: telespettatori 897 000 – share 3,90%[16]

## Cambio di rotta
- Titolo originale: U-Turn
- Diretto da: Larry Teng
- Scritto da: Niceole R. Levy

### Trama
Un rischioso incidente domestico che coinvolge un padre e le sue due giovani figlie porta la squadra a correre contro il tempo per salvare un gruppo di attivisti internazionali del Guatemala (dopo che una giornalista che scriveva di diritti umani viene uccisa). Luca è rientrato dalla Germania ma non torna subito sul campo poiché prima ha l'incarico di "mettere a punto" le strategie e le tattiche di addestramento e di leadership apprese, aggiornando i protocolli della SWAT. Inoltre, Hondo e Street sono alle prese con problemi familiari: il primo con il padre, col quale non ha più contatti da giorni (e nemmeno la sorella Winnie, che sta finendo il trasloco a Los Angeles, l'ha sentito), non si è presentato né insieme a Darryl all'appuntamento con l'avvocato per l'udienza riguardo alle visite al figlioletto di quest'ultimo, né con Charice, la madre di Hondo, perciò lui teme che il padre abbia intenzione di andarsene di nuovo senza dire nulla (come ha fatto anni prima). Street invece ignora diverse telefonate e spiega a Chris che sua madre si è ammalata ed è stata trasferita dalla prigione ad un ospedale (è da lì che infatti lo stanno chiamando), ma che ha smesso di "provare a salvarla". Durante il caso si impegna per tentare di rintracciare la madre delle due bambine, riuscendoci, e alla fine richiama l'ospedale per avere notizie della madre. Trova anche il coraggio di rivelare a Hicks di aver lasciato Molly, il Comandante gli dice che ne era già al corrente e che comunque ha apprezzato che lui sia stato sincero con lei e l'abbia trattata con rispetto. Hondo affronta il padre che confessa di aver effettivamente pensato di andarsene per la paura di diventare un "peso" per i familiari quando il cancro peggiorerà, ma Hondo lo rassicura che è di nuovo parte della famiglia e che non lo lasceranno solo, poi insieme chiamano lo studio del medico per farsi dare i risultati degli esami.
- Guest star: Obba Babatundé (Daniel Harrelson, Sr.), Deshae Frost (Darryl), April Parker Jones (Winnie), Gabriel Ellis (Ramiro), Leslie Ramos (Eme), Leidy Ramos (Nimla), Eva La Dare (Joan), Randy Gonzalez (Carlos), Cosima Cabrera (Marta), Johnny Rey Diaz (Ricky), Remy Ortiz (Edwin), Colby French (Sam), Jamie Paul Gomez (Oscar), Heather McPhaul (Melinda), Nicole Pulliam (Sheila).
- Ascolti USA: telespettatori 3 710 000[17]
- Ascolti Italia: telespettatori 982 000 – share 4,50%[16]

## Le colpe dei padri
- Titolo originale: Sins of the Fathers
- Diretto da: Guy Ferland
- Scritto da: Munis Rashid e Alison Cross

### Trama
La squadra lavora insieme all'FBI per dare la caccia a una micidiale banda di mercenari assunti da un ricco amministratore delegato che vuole lasciare il Paese prima di essere arrestato per aver attuato un'enorme truffa con schema Ponzi. Inoltre, Hondo (il cui padre è finalmente guarito completamente dal cancro) è costretto a confrontarsi con la sua mutevole relazione con Darryl, mentre quest'ultimo si avvicina e trascorre sempre più tempo con suo padre e Chris, ancora addolorata per la morte di Erika, tocca il fondo con il proprio comportamento autodistruttivo: si sveglia nella camera di un motel di Hollywood senza avere idea di come ci sia arrivata o di dove abbia lasciato l'auto, ricorda soltanto di aver bevuto e di essere stata con un uomo, quindi telefona a Street per farsi venire a prendere e insieme faranno il giro dei bar della zona per trovare l'auto; segue il suo consiglio e si dà malata per "rimettersi in sesto". Alla fine dell'episodio, dice a Street di avere riflettuto sul fatto che la vodka in realtà non l'ha mai fatta sentire meglio, bensì peggio, e gli chiede di accompagnarla ad un gruppo di elaborazione del lutto. Deacon dà il benvenuto nella SWAT a una delle nuove reclute che hanno superato l'ammissione, Durham, e lo invita a cena con la moglie e il figlio la settimana seguente per presentargli Annie.
- Guest star: Deshae Frost (Darryl), Otis "Odie" Gallop (sergente Stevens), Arianna Ortiz (Valdez), Adam Aalderks (Durham), John D'Aquino (Afton), Chris Browning (Brady), Brennan Keel Cook (Jonah), Christina Burdette (Mary), Shirley Jordan (Rebecca), Alexandra Fatovich (Milner), Linc Hand (Harrow), Monib Abhat (Khaled), Melvin Diggs (Grayson), David Bianchi (Collins).
- Ascolti USA: telespettatori 3 100 000[18]
- Ascolti Italia: telespettatori 1 026 000 – share 4,50%[19]

## La via dell'odio
- Titolo originale: Reckoning
- Diretto da: Maja Vrvilo
- Scritto da: Amelia Sims

### Trama
Mentre la squadra lavora per fermare un violento attacco alla città, è costretta a confrontarsi con il gruppo responsabile della morte di Erika Rogers, gli "Imperial Dukes" (di cui è rimasta una cellula di superstiti, che perseguono sempre l'obiettivo di una "guerra razziale" e della supremazia bianca, dall'ultimo scontro); si scoprirà che la minaccia non è estinta, in quanto il leader e altri membri sono ancora vivi e liberi (anche se nascosti tramite forum su Internet e linguaggi in codice). Inoltre, Hondo e Leroy non sono d'accordo su come gestire una sfida alla nascente attività di Darryl (quest'ultimo e il padre hanno trovato un garage dove stabilire la loro autofficina), e Luca prova a reclutare il nuovo ufficiale TEMS Nora Fowler per una competizione annuale tra squadre SWAT. Deacon inizia a sospettare che Durham, una delle nuove reclute, sia razzista, e si confida con Hondo, che però lo avverte che deve avere prove certe; allora Deacon accetta di partecipare ad un barbecue a casa di Durham, il quale mette in dubbio la legittimità di Hondo come leader, essendo di colore, perciò Deacon si rende conto di avere ragione. Chris ringrazia Street per averla "tenuta impegnata" durante il caso, perché in questo modo non ha pensato a Erika.
- Guest star: Deshae Frost (Darryl), Michael Beach (Leroy), Lou Ferrigno Jr. (Rocker), Norma Kuhling (Nora Fowler), Adam Aalderks (Durham), Joy Osmanski (agente Carr), Derek Ray (Hill), David Paluck (Ellis), Kenajuan Bentley (James), Nicole Steinwedell (Tabitha), Tim Halling (Gibson), Harrison Knight (Alex), Scott Broderick (Mitch), Toryan Rogers (Frankie).
- Ascolti USA: telespettatori 3 060 000[20]
- Ascolti Italia: telespettatori 1 092 000 – share 4,90%[19]

## Nella giungla
- Titolo originale: Local Heroes
- Diretto da: Jann Turner
- Scritto da: Matthew T. Brown

### Trama
Tan, fuori servizio, interviene all'inseguimento di tre rapinatori di banche che si considerano dei moderni "Robin Hood" (rubano ai ricchi per dare ai poveri) e sfruttano i media per diffondere il proprio messaggio. Si scopre che agiscono a nome del loro quartiere, offrendo il denaro rubato ai residenti in difficoltà, affinché possano pagare l'affitto ed evitare lo sfratto e la "chiusura" delle utenze. Luca chiede assistenza al fratello Terry, reporter freelance che però ha smesso di esercitare, e si preoccupa che non abbia più un progetto "a lungo termine". Inoltre, Hondo e Deacon si scontrano su come comportarsi verso le opinioni razziste di un gruppo di poliziotti; alla fine Deacon, dopo aver parlato con la moglie Annie, li registra di nascosto e porta la registrazione ad Hicks, che gli assicura che gli agenti "incriminati" verranno rimossi dal servizio attivo. Inoltre, Deacon viene aggredito verbalmente da Durham dopo che quest'ultimo è venuto a sapere di essere sotto inchiesta dagli Affari Interni per le accuse di razzismo. Hondo si confida con Nichelle, che gli rivela che lei e l'uomo che stava frequentando si sono lasciati un mese prima, ma non gliel'ha detto perché non voleva interrompere i loro incontri.
- Guest star: Rochelle Aytes (Nichelle), Bre Blair (Annie), Otis "Odie" Gallop (sergente Stevens), David Rees Snell (detective Burrows), Ryan Hurst (Terry), Adam Aalderks (Lee Durham), Stacie Greenwell (Loretta), Justice Leak (Bartis), Phillip Garcia (Hardy), Marcus Allen Bailey (Landolt), J.R. Cacia (Bosowski), Jamie Sara Slovon (Lindsey), Chad Addison (Zarba).
- Ascolti USA: telespettatori 3 110 000[21]
- Ascolti Italia: telespettatori 1 043 000 – share 4,80%[22]

## In trappola
- Titolo originale: Lockdown
- Diretto da: Maja Vrvilo
- Scritto da: Kent Rotherham e Robert Wittstadt

### Trama
Quando quattro prigionieri evasi prendono il controllo di un tribunale con Hondo e Deacon all'interno ma disarmati, i due corrono per salvare la vita di civili innocenti mentre cercano di evitare di essere scoperti; Hondo assegna il comando all'esterno nelle mani di Luca, che però non si sente completamente all'altezza, ma alla fine sia Hicks che Hondo si complimentano con lui. L'ufficiale TEMS Fowler condivide con Luca un pezzo del proprio passato come medico nell'Esercito, quando ha visto morire il fratello per le ferite riportate (infatti al polso indossa un braccialetto con il suo nome, per ricordarlo). Street fa visita a Karen, sua madre (la quale ha una cirrosi epatica in forma grave a causa del proprio passato da tossicodipendente), in ospedale e deve affrontare una decisione cruciale sull'accettare o meno di sottoporsi ad un trapianto di fegato che potrebbe salvarla, sebbene Chris provi a fargli cambiare idea (dato che sa quanto la madre gli abbia rovinato la vita) menzionando le eventuali complicazioni dell'operazione (come la morte); alla fine Street decide comunque di effettuare gli esami di compatibilità (essendo un familiare, ci sono maggiori probabilità che risulti compatibile), e Chris si reca da Karen per rivelarle cosa sta pensando di fare il figlio e farle capire che in questo modo, lui metterebbe a rischio tutto ciò che ha costruito fino a questo momento e che lei dovrebbe smetterla di manipolarlo.
- Guest star: Sherilynn Fenn (Karen Street), Norma Kuhling (Nora Fowler), J. Anthony Pena (Sergio), Paul Lincoln (Adrian), Alayo, Kelli Dawn Hancock (Deputy Ross), Andy Martinez Jr. (Deputy Weber), John Eddins (Deputy Hansen), Sohm Kapila (Dr. Hale), Jon Chaffin (Jacobs), Diana Tanaka (Judge Vang).
- Ascolti USA: telespettatori 2 960 000[23]
- Ascolti Italia: telespettatori 1 110 000 – share 5,30%[22]

## Circolo vizioso
- Titolo originale: Whistleblower
- Diretto da: Cherie Dvorak
- Scritto da: Ryan Keleher

### Trama
La squadra deve salvare le giovani vittime di un giro di traffico sessuale che adesca e si approfitta di ragazze senza documenti, anche ricevendo informazioni sugli sfruttatori dalla Buoncostume. Inoltre, Hondo si trova in contrasto con Leroy e Darryl sul futuro della loro officina meccanica, rendendosi poi conto che il suo essere un poliziotto ha un effetto negativo sugli affari e accetta il denaro restituitogli da Darryl per "sciogliere" il proprio ruolo di socio. Street si confronta con Chris sull'incontro che lei ha avuto con Karen in ospedale senza avvisarlo, dicendole che è una faccenda che riguarda solo lui, e che la decisione sull'intervento di trapianto spetta solo a lui; alla fine lei si scusa per essersi intromessa, e lui la informa che gli esami hanno confermato la compatibilità e che ha deciso di sottoporsi all'operazione, riuscendole a farle ammettere che non vuole perderlo, anche se la conversazione viene interrotta da Luca. Hicks informa Hondo e Deacon che il Sindacato della Polizia non licenzierà Durham e gli altri razzisti, saranno soltanto trasferiti: Hondo è arrabbiato e considera l'idea di agire in modo più "pesante" per "cambiare il sistema", ma Deacon, che si è già "attirato" le critiche di diversi agenti per aver "tradito" dei colleghi (registrandoli di nascosto e facendo rapporto al Comandante), rifiuta. Allora Hondo decide di "prendere in mano" la situazione e fa una "soffiata" al quotidiano "Los Angeles Times", indicandosi come fonte, per far pubblicare un articolo che riveli pubblicamente il razzismo all'interno del Dipartimento e come esso non abbia adottato provvedimenti; il giorno seguente, comunica a Hicks quanto fatto (non lo aveva avvertito perché sapeva che lui glielo avrebbe proibito), e quest'ultimo afferma che, dopo questo gesto, sicuramente i "vertici" della Polizia vorranno la sua "rovina" (ad esempio, spingerlo a dimettersi).
- Guest star: Amy Farrington (Piper Lynch), Obba Babatundé (Daniel Harrelson, Sr.), Deshae Frost (Darryl), Michael Beach (Leroy), David Marciano (Det. Billings), Sherilynn Fenn (Karen Street), Daniela Leon (Shannon), Kiara Muhammad (Monica), Austin Rising (JC Walker), Bill Dawes (Gabriel), Wes Armstrong (agente Mitchell), Brad Ashten (Edgar), Jordyn Lucas (Julie), Vladimir Perez (Carey), Dylan Ramsey (Paul).
- Ascolti USA: telespettatori 3 130 000[24]
- Ascolti Italia: telespettatori 905 000 – share 4,00%[25]

## Veritas vincit
- Titolo originale: Veritas Vincint
- Diretto da: Billy Gierhart
- Scritto da: Niceole R. Levy e Michael Gemballa

### Trama
Una bomba esplode in una stazione di polizia di Los Angeles (fortunatamente senza causare vittime) e questo, unito alle crescenti proteste contro il razzismo nella Polizia, mette la città in agitazione, portando la squadra a una resa dei conti finale con gli "Imperial Dukes" (i suprematisti bianchi radicali responsabili della morte di Erika), di cui arrestano finalmente i restanti componenti. Inoltre, Hondo affronta le conseguenze della sua decisione di denunciare al Los Angeles Times i poliziotti razzisti, e Hicks gli comunica che adesso verranno licenziati, aggiungendo tuttavia che verrà emesso un provvedimento disciplinare nei suoi confronti; alla fine dell'episodio, il Comandante lo informa che tale provvedimento si concretizzerà nella perdita di posizione di "Team Leader" della squadra 20, ma non deve dimenticare che lui è dalla sua parte. Leroy esprime a Hondo la propria gratitudine per ciò che ha fatto per Darryl in quei due anni, e quest'ultimo afferma che sa che il loro rapporto è differente rispetto a quando erano adolescenti, ma vuole comunque bene ad entrambi (a Leroy perché è suo padre, a Hondo perché gli ha "salvato la vita" tenendolo lontano dai guai). Deacon ha deciso di diventare mentore delle reclute che escono dall'Accademia, per contribuire all'individuazione di eventuali agenti con comportamenti scorretti affinché non si ripeta ciò che è accaduto con Durham e gli altri. All'ingresso della Divisione viene installata una targa commemorativa in memoria di Erika. Tan e Bonnie hanno scelto di sposarsi in Municipio dopo il turno (organizzeranno una festa appena troveranno una location), e di partire per Bali il giorno seguente in luna di miele, ma per via delle tensioni in città gli eventi non essenziali vengono annullati; dopo la chiusura del caso, Luca sorprende Tan spiegandogli che un amico è disposto a sposarli se arriveranno entro quindici minuti (Bonnie è già diretta là), e lui ci riuscirà grazie ad un elicottero della SWAT (Luca lo accompagna per fargli da testimone). Street informa Chris che l'operazione di trapianto è prevista di lì a due giorni, perciò dovrebbero trovare il tempo per "parlare di loro due" prima che lei salga sull'aereo per la Germania per la formazione TLI; lei però continua ad evitare l'argomento e a ripetere che una storia d'amore tra loro due è impossibile, sebbene lui riconosca come abbiano provato a "ignorare" i reciproci sentimenti che invece sono reali, e quindi non è disposto a rinunciarvi, non ancora, e manifesti persino la possibilità di chiedere il trasferimento presso un'altra Unità pur di stare con lei. Chris afferma che per lei la carriera è al primo posto, tuttavia più tardi decide di rimandare la partenza finché non avrà la certezza che Street starà bene: lui la rassicura dicendole che i medici pensano che dopo il trapianto avrà un recupero completo, e lei ha lavorato mesi per ottenere il posto del TLI, non può rinunciare adesso, e troveranno un modo per gestire la loro relazione. Lei sta per uscire, ma all'improvviso si volta e lo bacia, chiedendogli di chiamarla dopo l'intervento, e lui risponde che lo farà appena si sveglierà.
- Guest star: Amy Farrington (Piper Lynch), Deshae Frost (Darryl), Michael Beach (Leroy), Rochelle Aytes (Nichelle), Otis "Odie" Gallop (sergente Stevens), Ace Anderson (Amrahu), Karissa Lee Staples (Bonnie), Jeff Denton (Kane), W. Tre Davis (Kevin), Karina Noelle Castillo (sergente Plumb), Xavier Avila (Tatum), Antino Crowley-Kamenwati (LeShaun), Jamal Akakpo (giovane membro BJN).
- Ascolti USA: telespettatori 3 170 000[26]
- Ascolti Italia: telespettatori 1 140 000 – share 5,20%[25]